# Пайпер Чепмен
Пайпер Чепмен (англ. Piper Chapman) — вигаданий персонаж американського комедійно-драматичного вебтелесеріалу «Помаранчевий — хіт сезону» компанії Netflix, зіграний Тейлор Шиллінг. Незадовго до того, як вона потрапила до в'язниці разом зі своєю колишньою коханкою Алекс Воз (Лаура Препон), вона заручилась із Ларрі Блумом (Джейсон Біггс). Її прототитом є Пайпер Керман. Шиллінг була номінована на нагороди за цю роль в категоріях комедії та драми.

## Критика

### Нагороди та номінації
Тейлор Шиллінг була номінована на нагороди в обох категоріях комедії та драми: на 66-ій церемонії вручення премії «Еммі» за найкращу жічочу роль у комедійному телесеріалі та на 71-ій церемонії вручення премії «Золотий Глобус» за найкращу жічочу роль у драматичному телесеріалі. На 18-ій церемонії вручення премії «Супутник» вона виграла у номінації за найкращу жічочу роль у комедійному телесеріалі. Також вона отримала номінацію на 72-ій церемонії вручення премії «Золотий Глобус» за найкращу жічочу роль у комедійному телесеріалі.